# تاب خوردن با فینکل‌ها
تاب خوردن با فینکل‌ها (به انگلیسی: Swinging with the Finkels) فیلمی محصول سال ۲۰۱۱ و به کارگردانی جاناتان نیومن است. در این فیلم بازیگرانی همچون مندی مور، مارتین فریمن، ملیسا جرج، جاناتان سیلورمن، جری استیلر، انگس دیتن، ادوارد آکروت و جان برارد ایفای نقش کرده‌اند.